# Valeri Kipelov
Valeri Aleksándrovich Kipélov (en ruso: Вале́рий Алекса́ндрович Кипе́лов, nacido el 12 de julio de 1958, en Moscú, URSS), es un cantante, compositor y músico de heavy metal. Es principalmente conocido como uno de los fundadores y primer vocalista de la banda rusa Aria desde 1985 hasta 2002 (a partir del 1 de septiembre de 2002, Valeri Kipélov ha dirigido su propia banda "Kipélov".

## Biografía
Valeri Kipélov nació en Kapotnia, un distrito de Moscú. Cuando era joven, estudió en la Escuela de Música, donde se graduó en la clase de acordeón.
En 1978, llevó a cabo el servicio militar del ejército soviético hasta 1980, por primera vez en la óblast de Yaroslavl, en una compañía de entrenamiento, y luego en Svobodny en la óblast de Sverdlovsk, en las Fuerzas de Misiles Estratégicos, bajo el grado de sargento en la compañía de comunicaciones. También ha estado involucrado en un grupo musical de aficionados militares que actuaba ante los oficiales y en días festivos.
Después de haber finalizado el servicio militar, Kipélov se convierte en uno de los integrantes del grupo musical "Shéstero Molodyj", que también estaba compuesto por Nikolái Rastorgúiev, más tarde el líder del grupo Liube, y Serguéi Cherniakov, futuro baterista de la banda Alfa, y del grupo Chorny Kofe. En septiembre de 1980, Kipélov y Rastorgúiev continuaron su carrera en la banda Leysia Pesnia, pero en 1985, el conjunto se disuelve por problemas con el programa estatal. Kipélov entra en la banda Poiúschie Serdtsá, la cual tuvo como productor a Víktor Yákovlevich Vekshtein. Cuando Vladímir Jolstinin y Álik Granovski, los participantes de Poiúschie Serdtsá comienzan a concretar un proyecto de una banda de heavy metal, Valeri se une a ellos como vocalista.

## Kipelov en el grupo de "Aria"
En 1985, como vocalista, participó en la grabación del primer álbum de estudio " Mania of Grandeur ".Ya como vocalista, participó en el primer concierto llamado “Aria” en el Palacio de Cultura MAI el 5 de febrero de 1986, abriendo para sí mismos como “Corazones Cantantes”. En el mismo 1986, el grupo, ya en solitario, participó en festivales: en mayo en “ Lituanika-86 ” y en junio en “ Rock Panorama-86 ”. Allí el grupo fue recibido con aprobación y ganó varios premios
La culminación de la gira Chimera fue el gran espectáculo en Moscú, “Bautismo de Fuego”, el 1 de diciembre de 2001. El evento que tuvo lugar bajo los arcos del Palacio de Deportes Luzhniki en este día, o mejor dicho, noche, se convirtió, quizás, en el evento cultural más impactante y memorable del año (al menos en nuestra escena de rock)..